# Yousuf Karsh
Yousouf Karsh (Mardin, 23 dicembre 1908 – Boston, 13 luglio 2002) è stato un fotografo canadese di origine armena.

## Biografia
Nacque a Mardin, nella parte occidentale dell'Armenia, che attualmente fa parte della Turchia. All'età di 14 anni la sua famiglia, per sfuggire alle persecuzioni ai danni della popolazione armena, si rifugiò in Siria. Due anni dopo, Yousuf si trasferì a Sherbrooke, nel Quebec (Canada) e andò a vivere presso uno zio che svolgeva l'attività di fotografo.
A Sherbrooke frequentò le scuole e nel tempo libero aiutò lo zio nella sua attività, quest'ultimo ne intravide il potenziale e procurò al nipote un posto come apprendista a Boston presso il fotografo ritrattista John Garo.
Quattro anni più tardi Karsh ritornò in Canada e aprì uno studio proprio ad Ottawa, nei pressi della sede del Governo. Fu casualmente scoperto dal primo ministro canadese Mackenzie King che in breve lo introdusse negli ambienti governativi commissionandogli ritratti di dignitari stranieri in visita ufficiale. Karsh ottenne una discreta notorietà ma la fama gli giunse nel 1941, in occasione della visita a Ottawa di Winston Churchill, quando ritrasse il primo ministro britannico in The Roaring Lion, uno dei ritratti fotografici più noti e riprodotti del XX secolo.
Ha fotografato molti personaggi famosi del Novecento, fra i quali vi sono Alberto Moravia, Albert Einstein, Albert Schweitzer, Alexander Calder, Andy Warhol, Anna Magnani, Audrey Hepburn, Clark Gable, Dwight Eisenhower, Ernest Hemingway, Fidel Castro, Jacqueline Kennedy, Frank Lloyd Wright, General Pershing, George Bernard Shaw, Georgia O'Keeffe, Grey Owl, Helen Keller, Humphrey Bogart, Indira Gandhi, John F. Kennedy, Laurence Olivier, la Signora Chiang Kai-Shek, Muhammad Ali, Pablo Casals, Jawaharlal Nehru, Paul Robeson, Peter Lorre, Picasso, Pierre Elliott Trudeau, la Regina Elisabetta, la Principessa Grace, Ranieri di Monaco, Robert Frost, Ruth Draper, Papa Giovanni Paolo II (Karol Józef Wojtyła), appunto Winston Churchill.
Sue opere sono esposte in svariati musei: National Gallery of Canada, al MOMA e presso il Metropolitan Museum of Art di New York, George Eastman House International Museum of Photography and Film, Biblioteca nazionale di Francia, alla National Portrait Gallery di Londra, alla National Portrait Gallery d'Australia e molti altri. La collezione completa di ristampe, negativi e documentazione è custodita presso la Library and Archives Canada mentre l'attrezzatura è stata donata al Museo delle Scienze e tecnologie (Museum of Science and Technology) di Ottawa.

## Galleria d'immagini

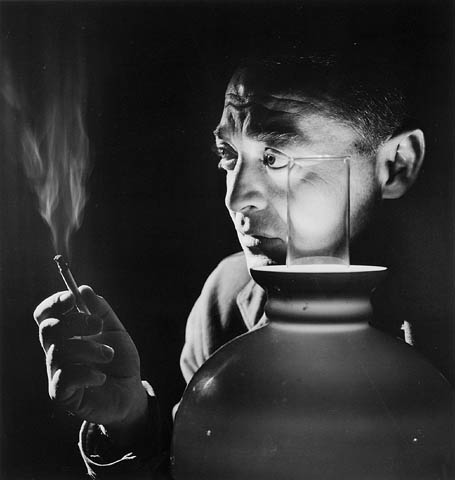
Peter Lorre
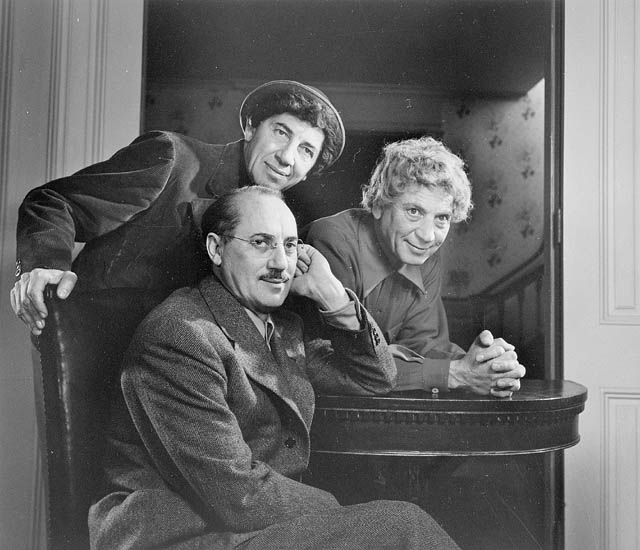
Marx Brothers
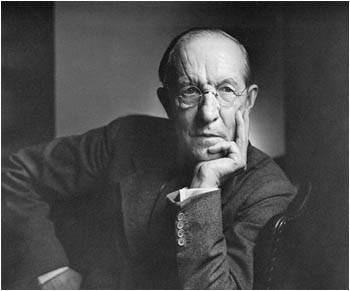
Duncan Campbell Scott
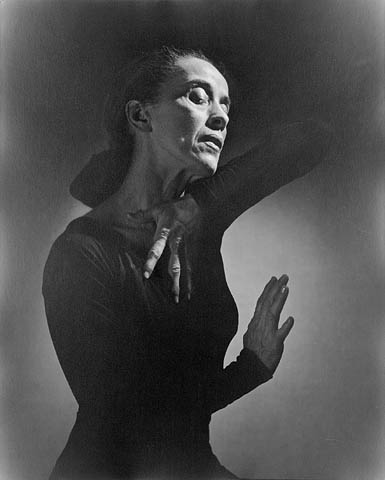
Martha Graham 1948.
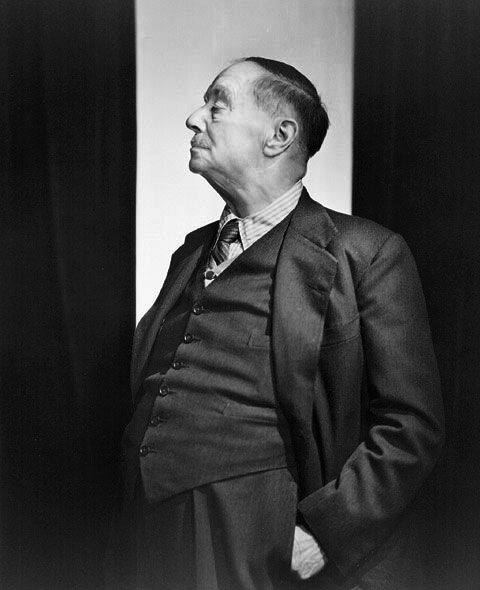
H.G. Wells 1943.
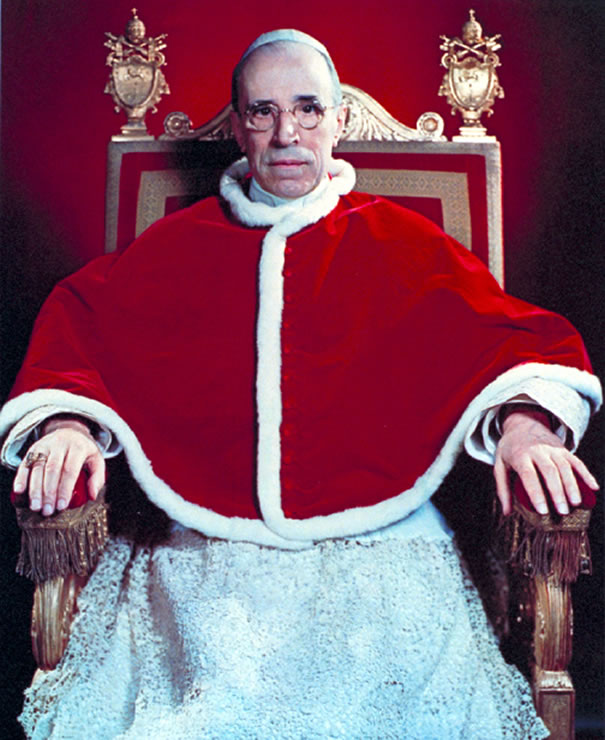
Pio XII, 1949
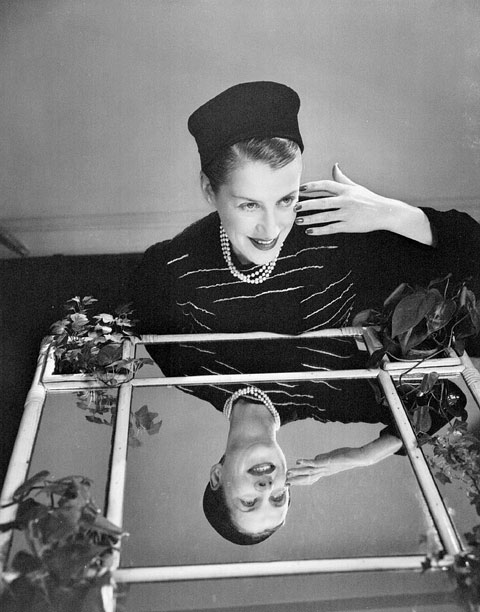
Beatrice Lillie
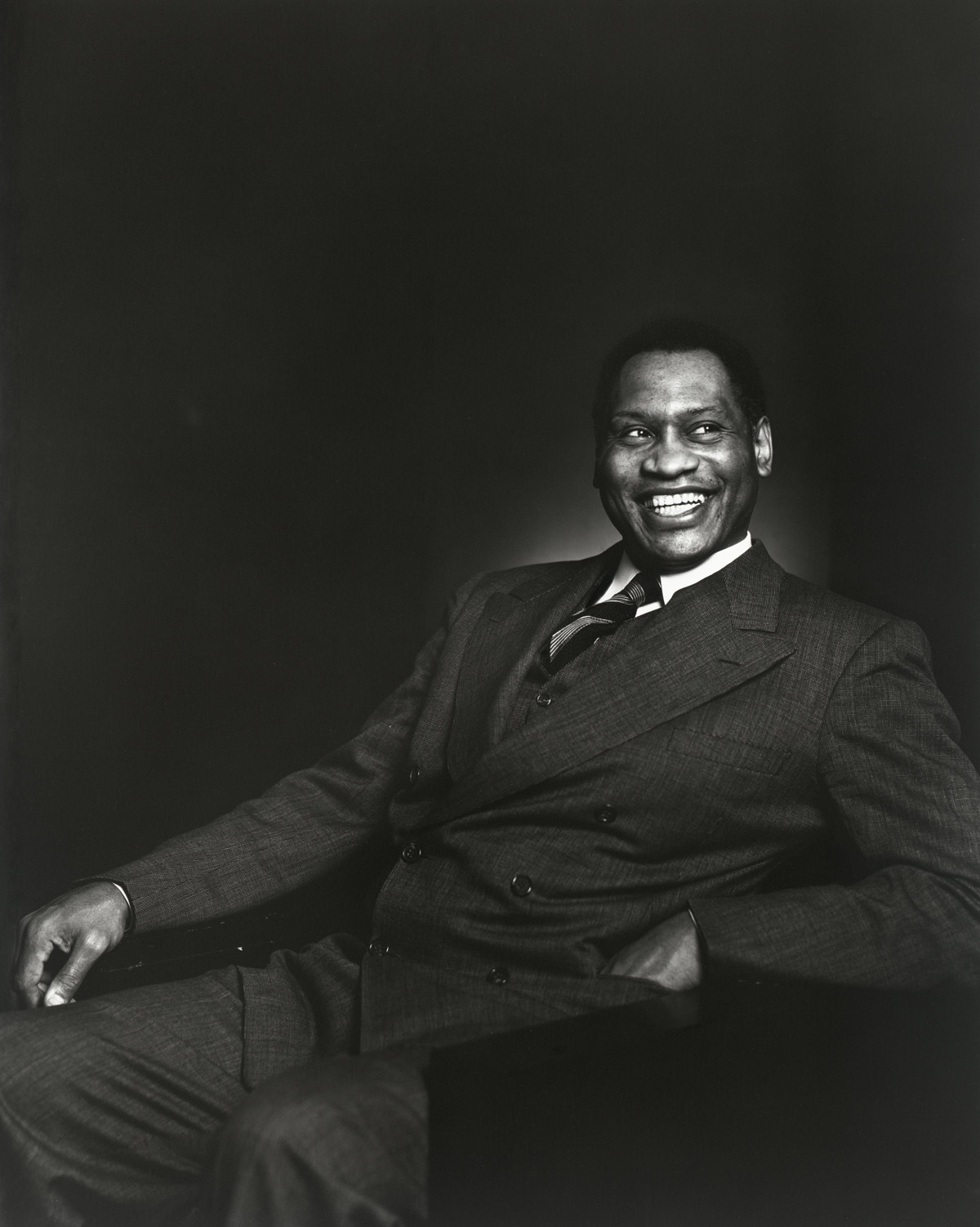
Paul Robeson 1938.
Papa Giovanni Paolo II, 1979[1]